# 馬氏駝背脂鯉
馬氏駝背脂鯉（學名：Cyphocharax magdalenae），為輻鰭魚綱脂鯉目脂鯉亞目無齒脂鯉科的其中一個種，分布於南美洲Magdalena 與Atrato河流域及中美洲哥斯大黎加、巴拿馬太平洋岸淡水流域，體長可達15.1公分，棲息在沙泥底質水域，以有機碎屑、藻類為食，生活習性不明。